# Ophioschiza monacantha
Ophioschiza monacantha är en ormstjärneart som beskrevs av Hubert Lyman Clark 1911. Ophioschiza monacantha ingår i släktet Ophioschiza och familjen skinnormstjärnor. Inga underarter finns listade i Catalogue of Life.